# Arquidiocese de San Juan de Cuyo
A Arquidiocese de San Juan de Cuyo (Archidiœcesis Sancti Ioannis de Cuyo) é uma circunscrição eclesiástica da Igreja Católica situada em San Juan, Argentina. Seu atual arcebispo é Jorge Eduardo Lozano. Sua Sé é a Catedral de São João Batista.
Possui 43 paróquias servidas por 96 padres, contando com 742 mil habitantes, com 92,3% da população jurisdicionada batizada.

## História
O vicariato apostólico de San Juan de Cuyo foi erigido em 1826, recebendo o território da diocese de Córdoba (atualmente arquidiocese).
Em 19 de setembro de 1834 o vicariato apostólico foi elevado a diocese com a bula Ineffabili Dei Providentia do Papa Gregório XVI.
Em 20 de abril de 1934 cedeu partes do seu território para criação das dioceses de Mendoza (hoje arquidiocese) e de San Luis e junto foi elevada à dignidade de arquidiocese metropolitana com a bula Nobilis Argentinæ nationis do Papa Pio XI.

## Prelados
|                     | Nome                                               | Período    | Notas                                                      |
| Arcebispos          | Arcebispos                                         | Arcebispos | Arcebispos                                                 |
| ------------------- | -------------------------------------------------- | ---------- | ---------------------------------------------------------- |
| 6º                  | Jorge Eduardo Lozano                               | 2017-atual |                                                            |
| 5º                  | Alfonso Delgado Evers                              | 2000-2017  |                                                            |
| 4º                  | Ítalo Severino Di Stéfano †                        | 1980-2000  |                                                            |
| 3º                  | Ildefonso María Sansierra Robla, O.F.M.Cap. †      | 1966-1980  |                                                            |
| 2º                  | Audino Rodríguez y Olmos †                         | 1939-1965  |                                                            |
| 1º                  | José Américo Orzali †                              | 1934-1939  |                                                            |
| Arcebispo-coadjutor |                                                    |            |                                                            |
|                     | Jorge Eduardo Lozano                               | 2016-2017  |                                                            |
| Bispos-auxiliares   |                                                    |            |                                                            |
|                     | Mario Héctor Robles                                | 2022-atual |                                                            |
|                     | Gustavo Manuel Larrazábal, C.M.F.                  | 2022-atual | Nomeado Bispo de Mar del Plata; retornou ao cargo anterior |
|                     | Carlos María Domínguez, O.A.R.                     | 2019-2023  | Nomeado Bispo de San Rafael                                |
|                     | Ildefonso Maria Sansierra Robla, O.F.M.Cap.        | 1962-1966  | Elevado a Arcebispo                                        |
|                     | Leonardo Gregorio Gallardo Heredia                 | 1960-1961  |                                                            |
|                     | Juan José Marcos Zapata                            | 1913-1951  |                                                            |
|                     | José Benito Salvador da Reta                       | 1891-1897  |                                                            |
|                     | José Hilarión de Etura e Cevallos (Ceballos), O.P. | 1839-1849  |                                                            |
| Bispos              |                                                    |            |                                                            |
| 6º                  | José Américo Orzali †                              | 1911-1934  |                                                            |
| 5º                  | Marcellino (del Carmelo) Benavente, O.P. †         | 1899-1910  |                                                            |
| 4º                  | Venceslao Javier José Achával y Medina, O.F.M. †   | 1867-1898  |                                                            |
| 3º                  | Nicolás Aldazor, O.F.M. †                          | 1858-1866  |                                                            |
| 2º                  | José Manuel Eufrasio de Quiroga Sarmiento †        | 1837-1852  |                                                            |
| 1º                  | Justo Santa María de Oro y Albarracín, O.P. †      | 1828-1836  |                                                            |